# 1970 у Миколаєві
| Роки в Миколаєві ← • 1901 • 1902 • 1903 • 1904 • 1905 • 1906 • 1907 • 1908 • 1909 • 1910 • 1911 • 1912 • 1913 • 1914 • 1915 • 1916 • 1917 • 1918 • 1919 • 1920 • 1921 • 1922 • 1923 • 1924 • 1925 • 1926 • 1927 • 1928 • 1929 • 1930 • 1931 • 1932 • 1933 • 1934 • 1935 • 1936 • 1937 • 1938 • 1939 • 1940 • 1941 • 1942 • 1943 • 1944 • 1945 • 1946 • 1947 • 1948 • 1949 • 1950 • 1951 • 1952 • 1953 • 1954 • 1955 • 1956 • 1957 • 1958 • 1959 • 1960 • 1961 • 1962 • 1963 • 1964 • 1965 • 1966 • 1967 • 1968 • 1969 • 1970 • 1971 • 1972 • 1973 • 1974 • 1975 • 1976 • 1977 • 1978 • 1979 • 1980 • 1981 • 1982 • 1983 • 1984 • 1985 • 1986 • 1987 • 1988 • 1989 • 1990 • 1991 • 1992 • 1993 • 1994 • 1995 • 1996 • 1997 • 1998 • 1999 • 2000 • → |

1970 у Миколаєві — список важливих подій, що відбулись у 1970 році в Миколаєві. Також подано перелік відомих осіб, пов'язаних з містом, що народились або померли цього року, отримали почесні звання від міста.

## Події

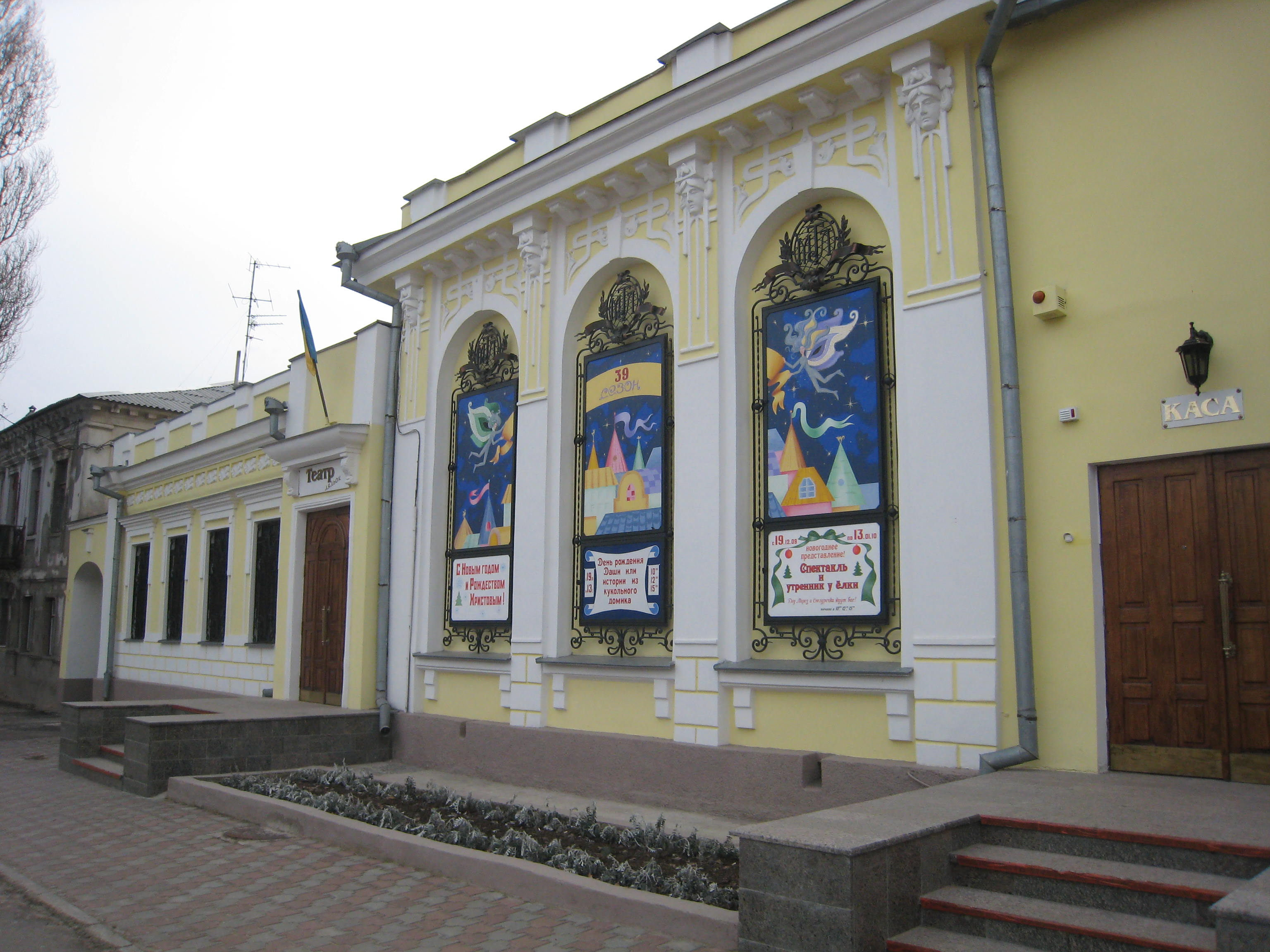
Миколаївський обласний театр ляльок

- 21 вересня при Національному університеті кораблебудування імені адмірала Макарова відкритий меморіальний музей адмірала С. О. Макарова.
- У вересні відбулися засновницькі збори Миколаївської обласної організації спілки художників України під головуванням голови правління Василя Бородая. Було обрано керівництво організації: перший голова — Віктор Іванович Лапін, відповідальний секретар — Завгородній Анатолій Петрович[1].
- У грудні відкрився Миколаївський обласний театр ляльок.
- Об'єдналися завод «Теплотехнік» і Центральний науково-дослідний і проєктний інститут «Тайфун», утворивши ПТО «Екватор», підприємство, що спеціалізується на виготовленні систем вентиляцій, кліматичного обладнання, холодильників, тощо переважно для суден і кораблів. Лідер у своїй галузі серед країн СНД.
- Парк Перемоги дипломантом Всесоюзного огляду парків культури і відпочинку в Москві.
- Останні 7 екземплярів Тори з Миколаївської синагоги, що була закрита у 1962, були передані Одеській релігійній громаді.
- На вулиці Адміральській, 27 між вулицями Лягіна та Соборною побудована сучасна будівля головного Поштамту.
- На Чорноморському суднобудівному заводі побудоване 182-метрове науково-дослідне судно «Академік Сергій Корольов».
- У місті зведений комплекс будівель — Будинок зв'язку, Будинок Спілок, Будинок проєктних організацій.

## Особи

### Очільники
- Голова виконавчого комітету Миколаївської міської ради — Микола Брюханов.
- 1-й секретар Миколаївського міського комітету КПУ — Леонід Шараєв.

### Почесні громадяни
- У 1970 році звання Почесного громадянина Миколаєва не присвоювалось.

### Народились
- Дем'янчук Вікторія Олександрівна (нар. 18 квітня 1970, Кіровоград) — депутат ВР України, член фракції КПУ (з листопада 2007). Закінчила Миколаївський державний педагогічний інститут.
- Войнаровська Олена Павлівна (нар. 31 жовтня 1970, Миколаїв) — українська російськомовна співачка, композиторка, авторка пісень та віршів. Відома як співзасновниця й вокалістка гурту Flëur (2000—2017).
- Яриш Олександр Володимирович (нар. 1 вересня 1970, Злинка, Маловисківський район, Кіровоградська область — пом. 23 серпня 2014, Лисиче, Донецька область) — молодший сержант 19-го миколаївського полку охорони громадського порядку Національної гвардії України. Випускник Миколаївського професійно-технічного училища № 14 (нині Миколаївський професійний суднобудівний ліцей імені Героя Радянського Союзу В. О. Гречишникова) при Чорноморському суднобудівному заводі. Працював на Чорноморському суднобудівному та бронетанковому заводах.
- Лівік Олександр Петрович (нар. 30 червня 1970, Миколаїв) — український політик. Народний депутат України 8-го скликання. Член депутатської фракції Блок Петра Порошенка «Солідарність».
- Поліщук Костянтин Володимирович (нар. 13 травня 1970, Миколаїв) — український футболіст, захисник та тренер.
- Буріменко Сергій Леонідович (нар. 2 вересня 1970, Миколаїв, СРСР — пом. 18 жовтня 2021) — радянський та український футболіст, захисник.
- Високос Валерій Леонтійович (нар. 13 грудня 1970, Миколаїв) — радянський та український футболіст, чемпіон світу серед юніорів (1987), Чемпіон Білорусі.
- Матросов Олександр Анатолійович (нар. 15 квітня 1970, Радсад, Миколаївський район, Миколаївська область) — радянський та український футболіст, захисник, пізніше — тренер. У складі клубу «Суднобудівник»/«Миколаїв» провів 88 матчів.
- Микола Трубач (справжнє ім'я Микола Михайлович Харковець; нар. 11 квітня 1970, Миколаїв) — український та російський естрадний співак, Заслужений артист України.
- Шкурупій Андрій Віталійович (нар. 12 серпня 1970) — український футболіст, півзахисник. У складі клубу «Миколаїв» провів 78 матчів, забив 12 голів.
- Рихальська Олена Геральдівна (нар. 17 листопада 1970, Миколаїв) — українська психологиня, кандидатка психологічних наук, психотерапевтка, викладачка та експертка у сфері корпоративної та сімейної психотерапії, експертка у телевізійних проєктах: «Євробачення», «Дитяче Євробачення», «Міняю жінку», «Половинки», «Мама, я одружуся», «Говорить Україна», «Стосується кожного», «ТСН», «Кримінал», Велика тема, Стіна, Ранок з Україною, Сніданок з 1+1, Ранок на Інтері, Вікна СТБ.
- Федосєєв Вадим Вікторович (нар. 24 березня 1970, Бурилове — пом. 12 листопада 2021, Малинове, Станично-Луганський район, Луганська область) — майстер-сержант Збройних сил України, учасник російсько-української війни. Похований на Алеї Слави Миколаївського центрального міського цвинтаря.

### Померли
- Карпенко Іван Трохимович (нар. 1 (14) грудня 1916, Лисичанськ, Бахмутський повіт, Катеринославська губернія — пом. 2 вересня 1970, Миколаїв) — льотчик, генерал-лейтенант авіації, Герой Радянського Союзу, учасник Радянсько-японської війни 1945 року.
- Кондратенко Федір Степанович (нар. 6 (18) лютого 1900 — пом. 9 червня 1970) — український радянський футболіст та футбольний тренер. З 1928 по 1932 рік грав за «Андре Марті» (Миколаїв). У 1938 році очолив «Динамо» (Миколаїв). З Кондратенко в 1938 році миколаївці завоювали бронзу чемпіонату УРСР. Після Другої світової війни тренував миколаївський «Суднобудівник».
- Кумпан Федір Іванович (нар. 2 березня 1896, Миколаїв — пом. 31 липня 1970, Київ) — український радянський живописець; член Спілки художників України.